# Шактипитха
Шактипи́тха (санскр. शक्ति पीठ, бенг. শক্তিপীঠ, IAST: Śakti Pīṭha) — священное место паломничества для последователей шактизма. Шактипитхи — это места, связанные с Шакти — женской ипостасью Бога в индуизме. Всего существует 51 шактипитха, в разных уголках Индийского субконтинента. Четыре из них являются для верующих наиболее важными и священными. Они носят название ади-шактипитхи. Первая из ади-шактипитх посвящена богине Бимале и расположена в храмовом комплексе Джаганнатхи в Пури, Орисса; вторая посвящена богине Таратарини и расположена неподалёку от Берхампура, также в штате Орисса; третья посвящена богине Камакхья и расположена в Гувахати, штат Ассам; и последняя, четвёртая ади-шактипитха, находится в Калькутте и посвящена Дакшина-Калике.